# Krásna Ves
Krásna Ves es un municipio del distrito de Bánovce nad Bebravou en la región de Trenčín, Eslovaquia, con una población estimada a final del año 2024 de 470 habitantes.
Se encuentra ubicado en el centro-sur de la región, cerca del río Bebrava (cuenca hidrográfica del río Danubio) y de la frontera con la región de Nitra.

## Demografía
| Año        | 1994 | 2004    | 2014    | 2024     |
| ---------- | ---- | ------- | ------- | -------- |
| Población  | 505  | 510     | 535     | 470      |
| Diferencia |      | +0,99 % | +4,90 % | −12,14 % |

| Año        | 2023 | 2024 |
| ---------- | ---- | ---- |
| Población  | 470  | 470  |
| Diferencia |      | +0 % |